# مهندسی یک امپراتوری
مهندسی یک امپراتوری برنامه‌ای مستند از شبکه هیستوری است که به بررسی و کاوش بزرگترین شاهکارهای مهندسی و معماری تمدن‌های بزرگ انسانی روی کره زمین می‌پردازد. این مستند با اجرای پیتر ولر بازیگر آمریکایی و آموزگار تاریخ و کارشناس هنر رومی و رنسانسی آغاز و دنبال گرفته شد. این مجموعه با یک برنامه مستند دربارهٔ ویژگی‌های مهندسی روم باستان آغازید و سپس به یک مجموعه‌ای از مستندهای مشابه گسترش یافت.
در این مجموعه بسیاری از رازها و رمزها و پرسش‌ها و ابهامات سازه‌های سترگ دوران باستان آشکار می‌شود. شبیه‌سازیهای رایانهای نیز دریچه تازه‌ای را بر روی‌مان می‌گشاید.

## بخش‌ها
چهارده بخش این مستند دربرگیرنده تاریخ مهندسی ۱۴ امپراتوری بزرگ دنیا است.
| شماره | نام اپیزود              | تمدن                            | تاریخ نخستین نمایش |
| ----- | ----------------------- | ------------------------------- | ------------------ |
| ۱     | رم                      | رم باستان                       | ۱۳ سپتامبر ۲۰۰۵    |
| ۲     | مصر                     | مصر باستان                      | ۹ اکتبر ۲۰۰۶       |
| ۳     | یونان                   | یونان باستان                    | ۱۶ اکتبر ۲۰۰۶      |
| ۴     | یونان: عصر اسکندر       | مقدونیه باستان                  | ۲۳ اکتبر ۲۰۰۶      |
| ۵     | آزتک‌ها                  | آزتک                            | ۳۰ اکتبر ۲۰۰۶      |
| ۶     | کارتاژ                  | کارتاژ                          | ۶ نوامبر ۲۰۰۶      |
| ۷     | مایاها: مرگ امپراتوری   | تمدن مایا                       | ۱۳ نوامبر ۲۰۰۶     |
| ۸     | روسیه                   | روسیه تزاری و امپراتوری روسیه   | ۲۰ نوامبر ۲۰۰۶     |
| ۹     | بریتانیا: خون و پولاد   | امپراتوری بریتانیا              | ۲۷ نوامبر ۲۰۰۶     |
| ۱۰    | ایرانیان (پارسیان)      | ایران باستان (شاهنشاهی هخامنشی) | ۴ دسامبر ۲۰۰۶      |
| ۱۱    | چین                     | چین باستان                      | ۱۱ دسامبر ۲۰۰۶     |
| ۱۲    | ناپلئون: هیولای پولادین | فرانسه                          | ۱۸ دسامبر ۲۰۰۶     |
| ۱۳    | بیزانسی‌ها               | امپراتوری بیزانس (روم شرقی)     | ۲۵ دسامبر ۲۰۰۶     |
| ۱۴    | جهان داوینچی            | ایتالیا                         | ۸ ژانویه ۲۰۰۷      |